# Llúdria del Canadà
La llúdria del Canadà (Lontra canadensis) és un mamífer aquàtic de la subfamília de les llúdries. Té el cos allargat, les potes curtes i una llarga cua. Té el pelatge lluent de color marró fosc. És un bon nedador que també és capaç de desplaçar-se amb rapidesa per terra ferma i lliscar sobre la panxa per sobre la neu o el gel.
Viu als canals navegables i a les badies litorals d'Alaska, al Canadà i als Estats Units.